# Kaldeja
Kaldeja (akadski: Kasdu, asirski: Kaldū, Khaldū, hebrejski: Kašdim) antički je naziv za jugoistočno područje Mezopotamije, odnosno zapadni dio nekadašnjega Sumera. Oko 1000. pr. Kr. područje Kaldeje naselili su aramejski Kaldejci i ondje osnovali niz malih državica, koje su bile u stalnim borbama s Babiloncima i Asircima. Godine 626. pr. Kr. Nabopolasar zavladao je Babilonom i utemeljio Novobabilonsko Kraljevstvo, nazivano i Kaldejsko Kraljevstvo. Time se ime Kaldeja protegnulo na Babiloniju pa i Mezopotamiju. Nabopolasarov sin Nabukodonosor II. stvorio je od toga kraljevstva velesilu, koja je nakon njegove smrti propala i 539. pr. Kr. došla pod vlast Ahemenidskog Perzijskog Carstva.

## Vanjske poveznice
- Kaldeja, Proleksis enciklopedija
- Chaldea, Encyclopædia Britannica